# Sparedrus alesivani
Sparedrus alesivani es una especie de coleóptero de la familia Oedemeridae.

## Distribución geográfica
Habita en Nepal.